# Claude-Michel-Étienne Combet
Pour les articles homonymes, voir Combet.
Claude-Michel-Étienne Combet (né en 1764 au Vigan, où il est mort le 23 avril 1834) est un homme politique français.

## Carrière politique
Il est élu député du Gard au Conseil des Cinq-Cents, du 13 avril 1799 au 26 décembre 1799.

## Œuvre
- Observations sur la culture du mûrier et l'éducation des vers à soie dans le nord de l'Europe, 1830.